# كولن فوستر (لاعب كرة قدم)
كولن فوستر (بالإنجليزية: Colin Foster)‏ (26 ديسمبر 1952 في المملكة المتحدة - ) هو لاعب كرة قدم بريطاني في مركز الدفاع. لعب مع نادي بيتربورو يونايتد ونادي مانسفيلد تاون.